# Ilia II.
Ilia II. (gruzínsky ილია II; * 4. ledna 1933, Vladikavkaz) je současný Katolikos patriarcha celé Gruzie a duchovní vůdce Gruzínské pravoslavné církve. Jeho oficiální titul je: Katolikos patriarcha celé Gruzie, arcibiskup Mcchety a Tbilisi a metropolitní biskup Abcházie a Picundy.

## Život

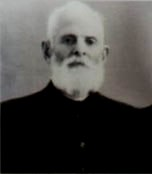
Otec Ilie II. Giorgi Šiolašvili

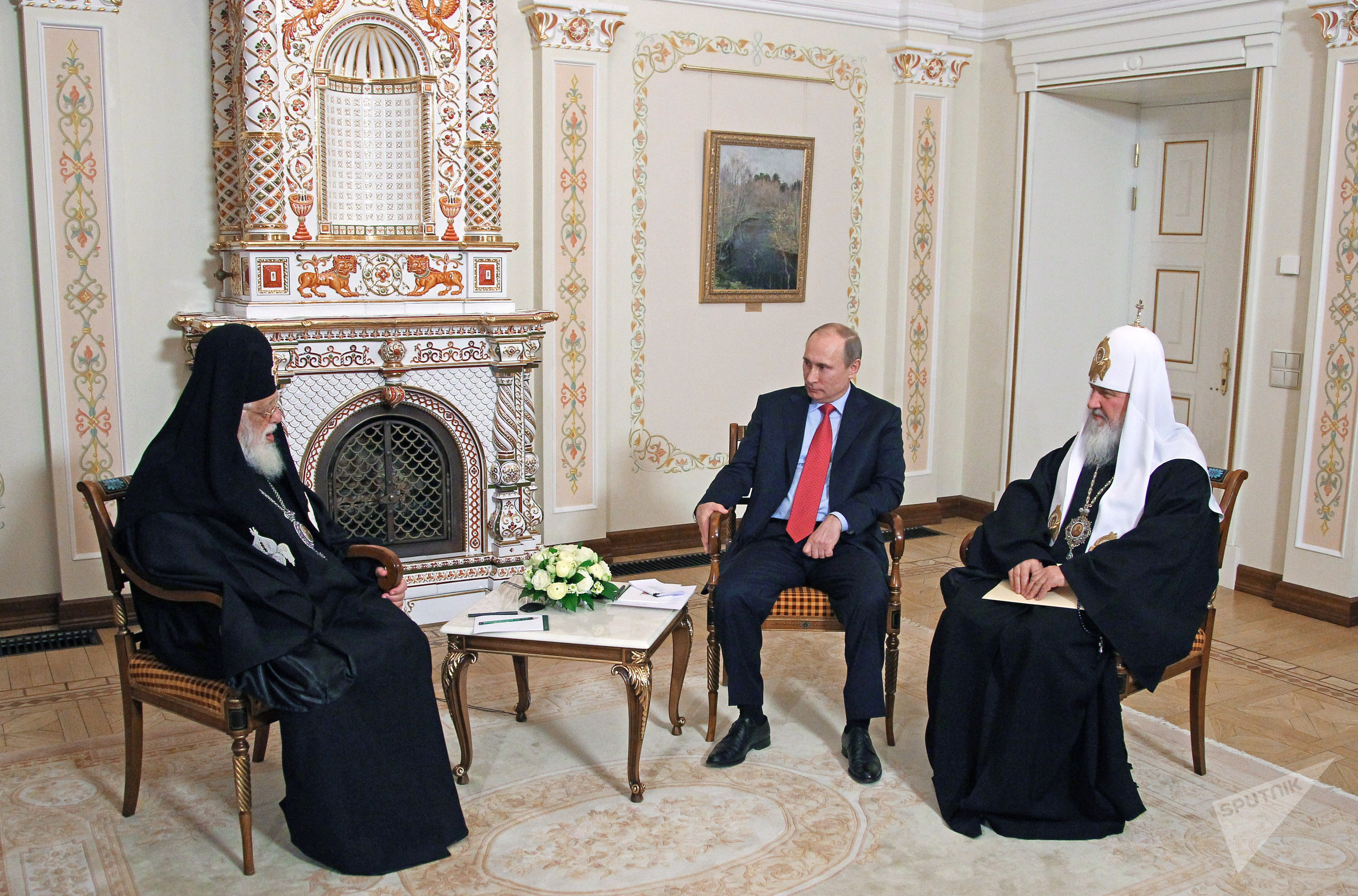
Patriarcha Ilia s prezidentem Putinem a patriarchou Kirillem

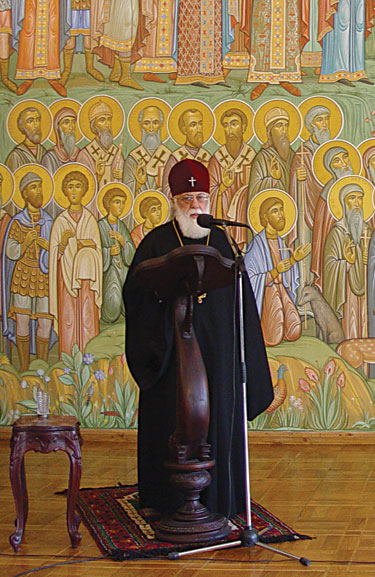
Patriarcha Ilia II. se skufií

Narodil se 4. ledna 1933 ve Vladikavkazu v Sovětském Rusku jako Irakli Ghudušauri-Šiolašvili (gruzínsky ირაკლი ღუდუშაური-შიოლაშვილი). Jeho rodiče pocházeli z Gruzie, okresu Kazbegi; jeho otec Giorgi Šiolašvili pocházel z vesnice Sno a matka Natalia Kobaidze z vesnice Sioni. Šiolašvili byla vlivná rodina v regionu Chevi.
Studoval Moskevský teologický seminář, roku 1957 byl vysvěcen na hierodiakona a poté roku 1959 na jeromonacha; roku 1960 vystudoval Moskevskou teologickou akademii a poté se vrátil do Gruzie. Při svém návratu byl jmenován jako kněz do Katedrály v Batumi. Roku 1961 byl povýšen na igumena a později na archimandritu. Dne 26. srpna 1963 byl ustanoven biskupem Batumi a Šemokmedi a patriarchálním vikářem. V letech 1963 až 1972 byl prvním rektorem Teologického semináře Mccheta – v tom čase jediné církevní školy v Gruzii.
Roku 1967 byl jmenován biskupem Cchumi a Abchazeti a roku 1969 byl povýšen na metropolitu. Po smrti kontroverzního patriarchy Davida V. byl 25. prosince 1977 zvolen novým katolikosem a patriarchou Gruzie.
Jako nový patriarcha začal s velkými reformami Gruzínské pravoslavné církve, jakmile skončila sovětská éra, znovu získala svůj bývalý vliv a prestiž. Roku 1988 působilo 180 kněží, 40 mnichů a 15 mnišek, existovalo 200 kostelů, jeden seminář, tři konventy a 4 monastýry.
Během posledních let Sovětského svazu byl aktivně zapojen do gruzínského společenského života. Dne 9. dubna 1989 se připojil k lidem demonstrujícím v Tbilisi proti sovětské nadvládě a marně vyzval protestující, aby odstoupili od kostela Kašueti, aby se zabránilo krveprolití. Tato mírumilovná demonstrace byla potlačena sovětskými vojsky a zanechala za sebou 22 mrtvých a stovky zraněných. Během Gruzínské občanské války v 90. letech 20. století oslovoval soupeřící strany, aby nalezly mírové řešení krize.
V letech 1978 až 1983 byl místopředsedou Světové rady církví. V květnu 1997 oznámil své odstoupení z této rady.

## Názory na konstituční monarchii
Je znám jako zastánce konstituční monarchie jako formy vlády v Gruzii. Dne 7. října 2007 ve svém kázání vyzval, aby bylo zváženo obnovení konstituční monarchie s dynastií Bagration, která byla vyvlastněna Ruským impériem na počátku 19. století. Prohlášení se shodovalo s rostoucí konfrontací mezi vládou prezidenta Michaila Saakašviliho a opozicí.

## Ocenění a uznání
Jako patriarcha přijal nejvyšší církevní ocenění od patriarchů Antiochie, Jeruzaléma, Alexandrie, Ruska, Řecka, Bulharska, Rumunska a dalších.
Jako produktivní teolog a církevní historik získal čestný doktorát teologie z Pravoslavného teologického semináře svatého Vladimíra v New Yorku (1986), Akademie věd na Krétě (1997) a Pravoslavného teologického semináře svatého Tichona v Pensylvánii (1998).
Je čestným akademikem Gruzínské národní akademie věd (2003). V únoru 2008 mu byla udělena cena Davita Guramišviliho.
Za své názory o možné restauraci monarchie mu princ David Bagration-Muchrani předal Velkou kolanu Řádu orla Gruzie

### Vyznamenání
- Řád přátelství mezi národy – SSSR, 1983[3]
- Řád Davida Stavitele – Gruzie, 1997 – za obnovení nezávislosti gruzínské pravoslavné církve, za duchovní spasení gruzínského lidu, za jeho zvláštní přínos k budování státnosti a boj za opětovné sjednocení země[3]
- Řád slávy – Ázerbájdžán, 2005 – za rozvoj vztahů mezi Gruzií a Ázerbájdžánem[3]
- Řád knížete Jaroslava Moudrého III. třídy – Ukrajina, 11. října 2007 – udělil prezident Viktor Juščenko za mnoho let pastorační služby a charitativní činnost, za vynikající osobní přínos k rozvoji gruzínsko-ukrajinských duchovních vazeb[4]
- Prezidentský řád znamenitosti – Gruzie, 8. dubna 2010
- Řád za zásluhy I. třídy – Ukrajina, 9. ledna 2013 – udělil prezident Viktor Janukovyč za vynikající osobní přínos k rozvoji ukrajinsko-gruzínských kulturních a duchovních vazeb a za mnoho let asketické činnosti[5]
- Řád knížete Jaroslava Moudrého I. třídy – 27. července 2013 – za aktivity církve zaměřené na zvýšení autority pravoslaví ve světě a při příležitosti 1025. výročí příchodu křesťanství na Kyjevskou Rus